# Tantor
Tantor é um elefante fictício, que apareceu na obra Tarzan dos Macacos de Edgar Rice Burroughs.
Na animação dos estúdios Disney, ele é amigo de infância de Terk e Tarzan, dublado originalmente pelo ator Wayne Knight.
No livro de Edgar Rice Burroughs, Tantor é um elefante temido, que consegue assustar até mesmo o todo poderoso Kerchak. Entretanto, tanto no livro como no filme da Disney, ele acaba tornando-se amigo de Tarzan.